# Route nationale 171
Die N171 ist eine französische Nationalstraße, die 1824 zwischen Granville und Carentan festgelegt wurde. Sie geht auf die Route impériale 191 zurück. Ihre Länge betrug 64 Kilometer. 1973 wurde diese Führung abgestuft. 1978 wurden Abschnitte von 3 Nationalstraßen zu einer neuen N171 zwischen Laval und Le Croisic geformt:
- N 178bis Laval - Pouancé
- N 775 Pouancé - Châteaubriant
- N 771 Châteaubriant - Le Croisic

2006 wurden die Abschnitte zwischen Laval und der N137 bei Nozay sowie Saint-Nazaire und Le Croisic abgestuft.